# Philipp Hildebrand
Pour les articles homonymes, voir Hildebrand.
Philipp Michael Hildebrand, né le 19 juillet 1963 à Berne, est un banquier suisse.

## Biographie
Philipp Hildebrand naît le 19 juillet 1963 à Berne. Il est bilingue allemand-anglais[réf. nécessaire].
Il grandit à Horw dans le canton de Lucerne[réf. nécessaire]. Il obtient une maturité à Zurich, puis un Bachelor of Arts à l'Université de Toronto en 1988[réf. nécessaire]. Il suit des études postgrades à l'Institut de hautes études internationales et du développement à Genève, dont il sort diplômé en 1990, à l'Institut universitaire européen de Florence[réf. nécessaire] puis au Center for International Affairs de l'université Harvard[réf. nécessaire] avant d'obtenir un doctorat à l'université d'Oxford en 1994.
Il est en couple avec Margarita Louis-Dreyfus,.

### Carrière sportive
Partie intégrante de l’équipe nationale suisse de natation, Philipp Hildebrand est champion suisse de cette discipline à deux reprises consécutives durant les saisons 1983-1984.

### Carrière professionnelle
Philipp Hildebrand commence sa carrière en travaillant de 1995 à 2000 pour le compte de Moore Capital Management (en) à Londres et New York,. Avant d’intégrer la Banque nationale suisse (BNS), il est responsable de 2001 à 2003 de la gestion alternative (hedge funds) à l’Union bancaire privée, où il est engagé personnellement par son président Edgard de Picciotto. 
En 2003, il est nommé membre de la direction générale de la Banque nationale suisse. Il en devient président en 2010. Le 9 janvier 2012, il démissionne de ses fonctions, à la suite d’une présomption de délit d’initié dans une affaire d’opérations de change sur sa fortune privée. Il est ensuite engagé à l’Université d'Oxford et devient la même année vice-président de la société de gestion BlackRock.
Il est membre du Group of Thirty.
En 2020, il est candidat au poste de secrétaire générale de l'Organisation de coopération et de développement économiques.

### Distinction
En décembre 2011 le magazine The Banker le nomme Central Bank Governor of the Year 2012 – Europe.